# Associated Press College Basketball Player of the Year
L'Associated Press College Basketball Player of the Year è un premio conferito ogni anno dalla Associated Press per il campionato di pallacanestro NCAA Division I.

## Vincitori

### Uomini
- 1961 - Jerry Lucas,  Ohio State Buckeyes
- 1962 - Jerry Lucas,  Ohio State Buckeyes
- 1963 - Art Heyman,  Duke Blue Devils
- 1964 - Gary Bradds,  Ohio State Buckeyes
- 1965 - Bill Bradley,  Princeton Tigers
- 1966 - Cazzie Russell,  Michigan Wolverines
- 1967 - Lew Alcindor,  UCLA Bruins
- 1968 - Elvin Hayes,  Houston Cougars
- 1969 - Lew Alcindor,  UCLA Bruins
- 1970 - Pete Maravich,  LSU Tigers
- 1971 - Austin Carr,  Notre Dame F. Irish
- 1972 - Bill Walton,  UCLA Bruins
- 1973 - Bill Walton,  UCLA Bruins
- 1974 - David Thompson,  NCSU Wolfpack
- 1975 - David Thompson,  NCSU Wolfpack
- 1976 - Scott May,  Indiana Hoosiers
- 1977 - Marques Johnson,  UCLA Bruins
- 1978 -  Butch Lee,  Marquette G. Eagles
- 1979 - Larry Bird,  Ind. St. Sycamores
- 1980 - Mark Aguirre,  DePaul B. Demons
- 1981 - Ralph Sampson,  Virginia Cavaliers
- 1982 - Ralph Sampson,  Virginia Cavaliers

- 1983 - Ralph Sampson,  Virginia Cavaliers
- 1984 - Michael Jordan,  N. Carol. Tar Heels
- 1985 - Patrick Ewing,  Georgetown Hoyas
- 1986 - Walter Berry,  St. John's R. Storm
- 1987 - David Robinson,  Navy Midshipmen
- 1988 - Hersey Hawkins,  Bradley Braves
- 1989 - Sean Elliott,  Arizona Wildcats
- 1990 - Lionel Simmons,  La Salle Explorers
- 1991 - Shaquille O'Neal,  LSU Tigers
- 1992 - Christian Laettner,  Duke Blue Devils
- 1993 - Calbert Cheaney,  Indiana Hoosiers
- 1994 - Glenn Robinson,  Purdue Boilermakers
- 1995 - Joe Smith,  Maryland Terrapins
- 1996 - Marcus Camby,  UMass Minutemen
- 1997 - Tim Duncan,  W.F. Dem. Deacons
- 1998 - Antawn Jamison,  N. Carol. Tar Heels
- 1999 - Elton Brand,  Duke Blue Devils
- 2000 - Kenyon Martin,  Cincinnati Bearcats
- 2001 - Shane Battier,  Duke Blue Devils
- 2002 - Jay Williams,  Duke Blue Devils
- 2003 - David West,  Xavier Musketeers
- 2004 - Jameer Nelson,  St. Joseph's Hawks

- 2005 -  Andrew Bogut,  Utah Utes
- 2006 - J.J. Redick,  Duke Blue Devils
- 2007 - Kevin Durant,  Texas Longhorns
- 2008 - Tyler Hansbrough,  N. Carol. Tar Heels
- 2009 - Blake Griffin,  Oklahoma Sooners
- 2010 - Evan Turner,  Ohio State Buckeyes
- 2011 - Jimmer Fredette,  BYU Cougars
- 2012 - Anthony Davis,  Kentucky Wildcats
- 2013 - Trey Burke,  Michigan Wolverines
- 2014 - Doug McDermott,  Creighton Bluejays
- 2015 - Frank Kaminsky,  Wisconsin Badgers
- 2016 - Denzel Valentine,  MSU Spartans
- 2017 - Frank Mason,  Kansas Jayhawks
- 2018 - Jalen Brunson,  Villanova Wildcats
- 2019 - Zion Williamson,  Duke Blue Devils
- 2020 - Obi Toppin,  Dayton Flyers
- 2021 - Luka Garza,  Iowa Hawkeyes
- 2022 -  Oscar Tshiebwe,  Kentucky Wildcats
- 2023 -  Zach Edey,  Purdue Boilermakers
- 2024 -  Zach Edey,  Purdue Boilermakers
- 2025 - Cooper Flagg,  Duke Blue Devils

### Donne
- 1995 - Rebecca Lobo,  UConn Huskies
- 1996 - Jennifer Rizzotti,  UConn Huskies
- 1997 - Kara Wolters,  UConn Huskies
- 1998 - Chamique Holdsclaw,  Tenn. L. Volunteers
- 1999 - Chamique Holdsclaw,  Tenn. L. Volunteers
- 2000 - Tamika Catchings,  Tenn. L. Volunteers
- 2001 - Ruth Riley,  N. Dame F. Irish
- 2002 - Sue Bird,  UConn Huskies
- 2003 - Diana Taurasi,  UConn Huskies
- 2004 - Alana Beard,  Duke Blue Devils
- 2005 - Seimone Augustus,  LSU Lady Tigers

- 2006 - Seimone Augustus,  LSU Lady Tigers
- 2007 - Candace Parker,  Tenn. L. Volunteers
- 2008 - Candace Parker,  Tenn. L. Volunteers
- 2009 - Maya Moore,  UConn Huskies
- 2010 - Tina Charles,  UConn Huskies
- 2011 - Maya Moore,  UConn Huskies
- 2012 - Brittney Griner,  Baylor Lady Bears
- 2013 - Brittney Griner,  Baylor Lady Bears
- 2014 - Breanna Stewart,  UConn Huskies
- 2015 - Breanna Stewart,  UConn Huskies
- 2016 - Breanna Stewart,  UConn Huskies

- 2017 - Kelsey Plum,  Wash. Huskies
- 2018 - A'ja Wilson,  S.C. Gamecocks
- 2019 - Megan Gustafson,  Iowa Hawkeyes
- 2020 - Sabrina Ionescu,  Oregon Ducks
- 2021 - Paige Bueckers,  UConn Huskies
- 2022 - Aliyah Boston,  S.C. Gamecocks
- 2023 - Caitlin Clark,  Iowa Hawkeyes
- 2024 - Caitlin Clark,  Iowa Hawkeyes
- 2025 - JuJu Watkins,  USC Trojans